# Zatoka szczękowa człowieka

Zatoki przynosowe.

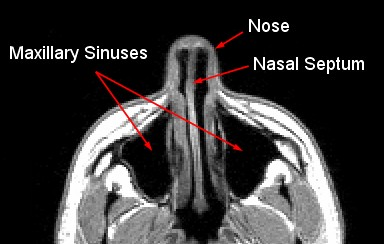
Zatoki szczękowe w MRI głowy (przekrój poprzeczny)

Zatoka szczękowa (łac. sinus maxillaris), zwana też dawniej jamą Highmora – w anatomii człowieka parzysta przestrzeń pneumatyczna mieszcząca się obustronnie w trzonie szczęki. W wymiarze pionowym i strzałkowym ma ponad 3 cm, w płaszczyźnie czołowej 2,5 cm. Ma ona kształt czterościennej piramidy.
Ściany zatoki szczękowej:

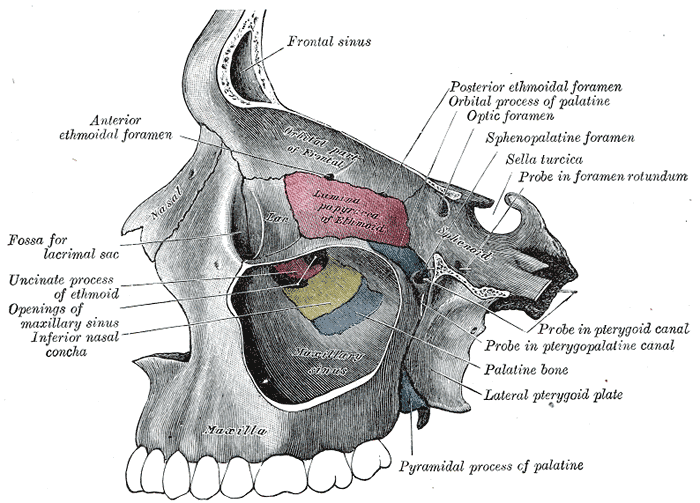
Kości twarzoczaszki strony lewej z widoczną otwartą od strony bocznej zatoką szczękową.

- Ściana przednia zatoki szczękowej – skierowana ku policzkowi i wardze górnej. Znajduje się w niej otwór podoczodołowy. Poniżej niego na wysokości kła ściana przednia tworzy zagłębienie zwane dołem nadkłowym.
- Ściana tylna zatoki szczękowej – stanowi ją guz szczęki. Oddzielona jest od ściany bocznej grzebieniem jarzmowo-zębodołowym. Bezpośrednio za guzem szczęki znajduje się dół skrzydłowo-podniebienny i dół podskroniowy.
- Strop zatoki szczękowej – stanowi jej ścianę górną. W stropie tym biegnie kostna bruzda podoczodołowa, którą zamyka okostna. Graniczy bezpośrednio z oczodołem, stanowiąc zarazem jego dno.
- Dno zatoki szczękowej – czyli ściana dolna jest utworzona przez wyrostek podniebienny szczęki i częściowo przez wyrostek zębodołowy szczęki. Kość tworząca tę ścianę jest zwykle bardzo gruba. Najniższe miejsce dna zatoki odpowiada położeniu pierwszego zęba trzonowego. Do zatoki mogą wnikać korzenie zębów trzonowych i przedtrzonowych.
- Podstawa zatoki szczękowej, inaczej ściana przyśrodkowa – znajduje się w niej duży, nieregularny otwór rozwór szczękowy, który łączy zatokę z jamą nosową. Rozwór ten jest znacznie pomniejszony przez otaczające go kości.

Zatoka szczękowa otwiera się do jamy nosowej w przewodzie nosowym środkowym. Ujście jej jest bardzo niekorzystne, gdyż umiejscowione jest tuż przy stropie zatoki. Utrudnia to znacznie drenaż i opróżnianie zatoki z wydzieliny śluzowej lub ropnej.
Pojemność każdej zatoki szczękowej wynosi średnio ok. 24 cm³.

## Choroby zatoki szczękowej
- ostre zapalenie zatoki szczękowej
- przewlekłe zapalenie zatoki szczękowej
- zębopochodne zapalenie zatoki szczękowej
- nowotwory łagodne zatoki szczękowej
- nowotwory złośliwe zatoki szczękowej
- ciała obce zatoki szczękowej

## Zabiegi wykonywane na zatoce szczękowej
- płukanie zatoki szczękowej
- operacja Caldwell-Luca
- zabiegi endoskopowe zatoki szczękowej – FESS